# Beat Cop
Beat Cop – gra komputerowa, która łączy w sobie elementy gry przygodowej typu wskaż i kliknij z elementami gry typu time management. Została stworzona przez studio Pixel Crow we współpracy z 11 bit studios i wydana na platformy Microsoft Windows, Linux oraz macOS 30 marca 2017. 22 stycznia 2019 ukazała się wersja na Androida i iOS, a 5 marca 2019 na konsole PlayStation 4, Xbox One i Nintendo Switch. Gra przedstawia perypetie nowojorskiego policjanta Jacka Kelly’ego, który został niesłusznie wplątany w sprawę zabójstwa zahaczającą o szczeble władzy w mieście i nie tylko. Tytuł nawiązuje do pixelowej stylistyki retro i amerykańskich filmów policyjnych z lat 80. XX wieku.

## Fabuła
Bohaterem, w którego wciela się gracz w Beat Cop jest funkcjonariusz nowojorskiej policji Jack Kelly. Zostaje on niesłusznie oskarżony o kradzież diamentów senatora, której był świadkiem.  Rozwód, zdegradowanie do roli „krawężnika”, który musi zmierzyć się z rzeczywistością panującą na ulicach Nowego Jorku, to problemy z jakimi musi zetknąć się Kelly. Włoska mafia, gangi, lokalni sklepikarze, drobni przestępcy, źle parkujący kierowcy, były nazista, agent Mosadu i problemy zwykłych mieszkańców stają się tłem dla działań Kelly’ego, który chce wyjaśnić sprawę zabójstwa i dąży do oczyszczenia swojego dobrego imienia.

## Rozgrywka
Portal Gry-Online określił Beat Cop mianem gry przygodowej typu point and click z elementami time management. Rozgrywka ogranicza się do jednej ulicy, którą trzeba patrolować i jednocześnie zmagać się na niej z przestępstwami, handlowaniem narkotykami, napadami, wandalizmem oraz nie można zapominać o pomocy mieszkańcom. Reakcja na każde wydarzenie niesie za sobą różne skutki, wpływające na relacje z mafią, gangami, mieszkańcami i sklepikarzami. Wszystko to wpływa na zyski i ewentualne negatywne reperkusje w kolejnych dniach, przysługi dla jednej strony będą wiązać się z odwetem z drugiej. Dodatkowo gracz musi budować od nowa reputację Kelly’ego jako policjanta. Taka mechanika powoduje, że gra może kończyć się na różne sposoby, kładąc nacisk na inne akcenty historii. Co więcej, zarobki Kelly’ego będą uzależnione od skrupulatności wykonywania powierzonych zadań i interwencji. Gracz musi się dodatkowo zmierzyć z alimentami, które policjant musi płacić na córkę. Cała rozgrywka jest oparta na kontrolowaniu upływającego czasu (samego dnia oraz czasu danego na rozwiązanie zagadki śmierci żony senatora – 21 dni). Wobec tego gracz musi stworzyć hierarchię celów i zadań.
Gra charakteryzuje się również czarnym, często rasistowskim, seksistowskim humorem oraz sporą liczbą wyzwisk. Rzeczywistość kreowana dookoła zbudowana jest na bazie stereotypów i wyobrażeń amerykańskiej ulicy.
Do wykorzystania w trakcie gry gracz ma:
- zegarek – dzięki niemu można kontrolować upływ czasu,
- krótkofalówkę – służącą do komunikacji, odbierania meldunków i rozkazów, wzywania auta holującego,
- kajdanki – służące do zatrzymywania przestępców (gra pomaga w ich lokalizacji za pomocą znacznika),
- broń – do zatrzymania uciekającego przestępcy (gra oferuje niewiele okazji do jej użycia),
- notatnik – źródło informacji o aktualnych zadaniach do wykonania, wypisanych mandatach, przebiegu prywatnego śledztwa, posiadanych finansach, nastawieniu okolicznych mieszkańców, gangów i mafii do policji.

### Frakcje w grze
W Beat Cop można wyróżnić następujące grupy:
- policję (NYPD) – frakcja, do której należy gracz. Policjanci mogą służyć ciekawymi informacjami na temat sytuacji na dzielnicy, tego, co dzieje się w mieście. Gracz musi dbać w trakcie rozgrywki o to, aby budować poparcie wśród funkcjonariuszy. Zbytnia współpraca z przestępcami i branie łapówek wpływa na pogorszenie się stosunku funkcjonariuszy do Kelly’ego,
- mafię – stereotypowo reprezentują ją Włosi (głównie rodzina Tataglia). Ich siedziba mieści się w pizzerii. Mafia oferuje pomoc w rozwiązaniu prywatnego śledztwa Kelly’ego w zamian za przymknięcie oka na pewne wydarzenia lub odpowiednie informacje o działaniach NYPD,
- gang – jest stereotypowym ukazaniem społeczności afroamerykańskiej. Grupa charakteryzująca się brutalnością, mająca swoją siedzibę w lombardzie. Również i gang oferuje zadania do wykonania, co wpływa na reputację Kelly’ego. Gang zajmuje się głównie kradzieżami, handlem narkotykami, rozbojami i wandalizmem,
- miejscowych – jest to stereotypowy przekrój społeczeństwa amerykańskiego: Chińczycy prowadzący pralnię, Rosjanin ze sklepu monopolowego, Żyd prowadzący sklep z jedzeniem, prowadzący aptekę Krank – były nazista oraz Matthias mechanik samochodowy.

## Odbiór gry
„Komputer Świat” opisał grę jako poprawną, ale w rezultacie mało wymagającą. Za element wyróżniający grę uznał humor. Jest to coś, „czego wielu współczesnym tytułom brakuje”. Według czasopisma autorzy przygotowali bardzo dobrą ścieżkę dźwiękową. Jednak składa się na nią tylko 5 utworów, których się nie uświadczy w trakcie gry. Wszystkie czynności niezwiązane bezpośrednio z fabułą – patrolowanie, ściganie przestępców, mandaty – oceniono jako monotonne i nudzące po dłuższej rozgrywce. Również portal Benchmark.pl wyróżnił fabułę, humor oraz stereotypowe wyobrażenie Ameryki za główny atut Beat Cop. Gaming Age docenił bardzo mocne osadzenie gry w realiach lat. 80. XX wieku, a także nawiązania do filmów policyjnych. Na portalu Hardcore Gamer za zaletę gry uznano możliwość interakcji z otoczeniem i budowania stosunków z frakcjami. Doceniono także to, że fabuła może zakończyć się na różne sposoby w zależności od rozgrywki. Jako zaletę oceniono odwzorowanie zabudowy Brooklynu. Według portalu tytuł posiada również pewne błędy, jak na przykład nagłe zapadnięcie się postaci pod ziemię lub nagłe obracanie się w miejscu.